# Корінь женьшеню

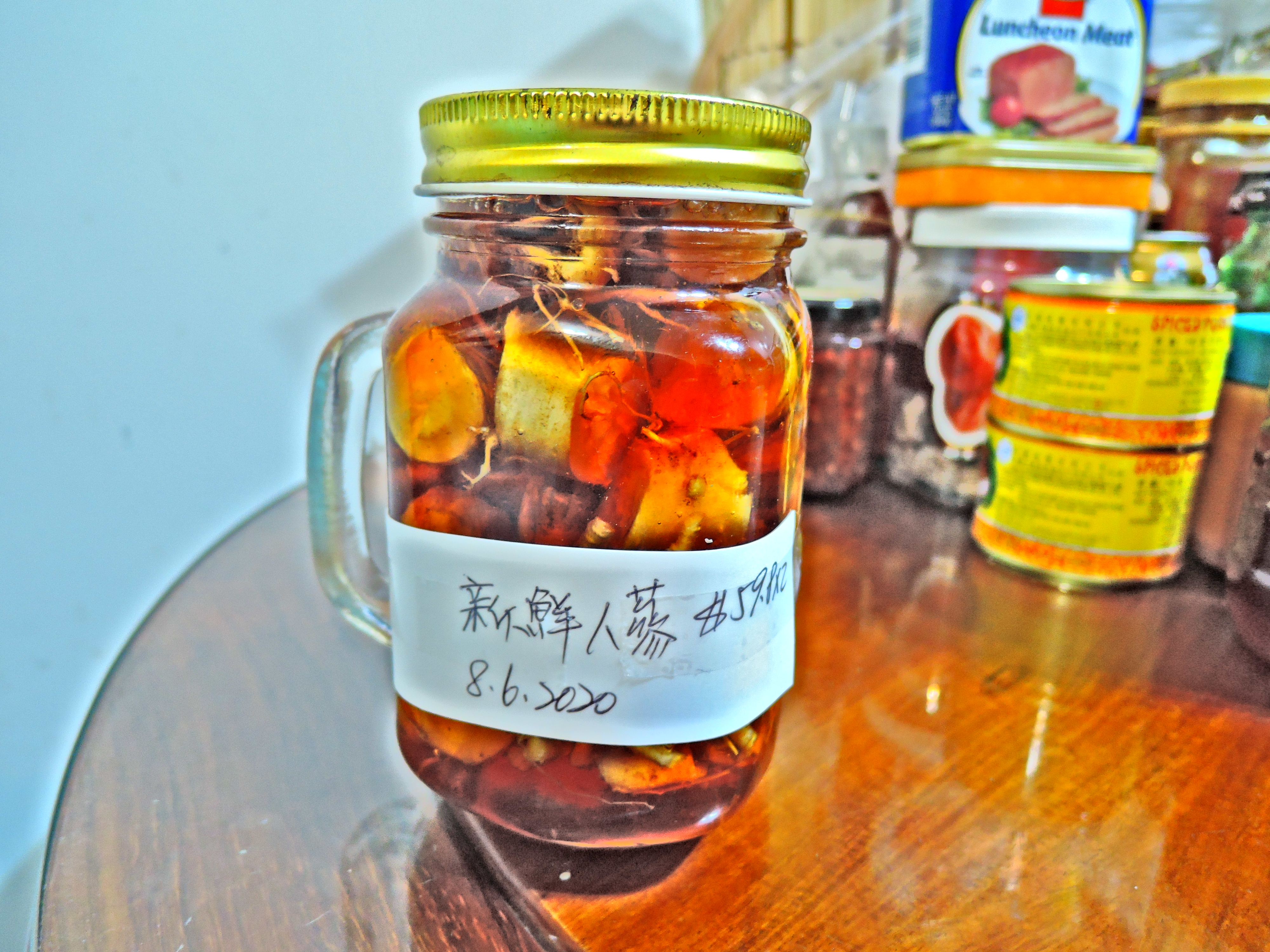
Женьшень з медом

Panax ginseng, корінь женьшеню, також відомий як Азійський женьшень, Китайський женьшень, Японський женьшень або Корейський женьшень. Це вид рослини, корінь якої є першоджерелом женьшеню. Це багаторічна рослина, що росте в горах Східної Азії.

## Назви
Panax ginseng називається Rénshēn (人蔘 або 人参 чи 人參; (трансліт: ginseng) в китайській, Insam (인삼; 人蔘) в Корейській і Ninjin (人参) в японській.

## Опис
Корінь женьшеню це трав'яниста багаторічна рослина заввишки від 30 до 60 см. Рослини мають стрижневий корінь у формі веретена або циліндра, зазвичай з 1 або 2 головними гілками. Рослини утворюють від 3 до 6 листків, які є пальчасто-складними, кожен листок має від 3 до 5 листочків. Краї листочків густо зазубрені. Квітки народжуються в одиночному суцвітті, яке є кінцевим зонтиком з 30-50 квітками. Квітконоси квіток мають довжину від 15 до 30 см. Зав'язь квітки двогніздова, і кожний плодолистик має два окремих стилети. Зрілі плоди розміром 4-5 х 6-7 міліметрів, червоного кольору, круглі зі сплющеними кінцями. Біле насіння має ниркоподібну форму. Кількість диплоїдних хромосом (2n) становить 48.

## Поширення
Корінь женьшеню походить з гірських районів російського Далекого Сходу (Зовнішня Маньчжурія), Північно-Східного Китаю та Корейського півострова. Він є рослиною, що охороняється в Росії та Китаї, і більшість комерційного женьшеню зараз отримують з рослин, що вирощуються в Китаї, Кореї та Росії. Він також вирощується в деяких районах Японії. Це повільно зростаюча багаторічна рослина, і коріння зазвичай збирають, коли рослинам виповнюється п'ять або шість років.

## Вирощування
Корінь Женьшеню є одним з найпоширеніших видів женьшеню, що культивується, поряд з P. notoginseng (зустрічається в природі в Китаї) і P. quinquefolius.

## Дослідження
Не існує якісних доказів того, що женьшень володіє оздоровчим ефектом. Фітохімічні речовини женьшеню, які називаються гінсенозидами, перебувають на стадії попередніх досліджень щодо їхнього потенційного впливу на втомлюваність у людей з розсіяним склерозом. Корень женьшеню зазвичай вважається безпечним для дорослих при застосуванні протягом менш як шість місяців, але може бути небезпечним при застосуванні довше шести місяців.

## Народна медицина
Женьшень використовується як трава в народній медицині. Його вживають через віру в те, що він може поліпшити пам'ять і пізнання у здорових дорослих, і що він може поліпшити сексуальну функцію у дорослих з еректильною дисфункцією.